# Баралей, Юлия Юрьевна
Юлия Юрьевна Баралей (укр. Юлія Юріївна Баралей; род. 25 апреля 1990, Тритузное, Днепропетровская область) — украинская легкоатлетка, специалистка по бегу на короткие дистанции. Выступала на профессиональном уровне в 2005—2014 годах, победительница юношеского чемпионата мира, чемпионка Европы среди юниорок, участница чемпионата мира в Берлине и других крупных международных стартов. Мастер спорта Украины международного класса.

## Биография
Юлия Баралей родилась 25 апреля 1990 года в селе Тритузное Солонянского района Днепропетровской области Украинской ССР.
Выступала на крупных стартах национального уровня начиная с 2005 года.
В 2007 году в беге на 400 метров одержала победу на юношеском первенстве в Украины в Николаеве и на юношеском мировом первенстве в Остраве.
В 2008 году победила на чемпионате Украины среди юниоров. В составе украинской сборной стартовала на юниорском мировом первенстве в Быдгоще — в индивидуальном беге на 400 метров заняла итоговое пятое место, тогда как в эстафете 4 × 400 метров завоевала серебряную награду, уступив в финале только команде США.
В 2009 году выиграла серебряную медаль на Кубке Украины в Ялте, превзошла всех соперниц на юниорском первенстве Украины в Донецке. На юниорском европейском первенстве в Нови-Саде одержала победу в дисциплине 400 метров и в эстафете 4 × 400 метров (в эстафете результат был аннулирован из-за допинговой дисквалификации Ольги Земляк). Принимала участие в эстафетных гонках на командном чемпионате Европы в Лейрии и на чемпионате мира в Берлине.
В 2010 году получила серебро на зимнем чемпионате Украины в Сумах, выиграла две бронзовые медали на Кубке Украины в Ялте, стала серебряной призёркой на летнем чемпионате Украины в Донецке.
Среди наиболее значимых достижений 2011 года — второе место в эстафете 4 × 400 метров на командном чемпионате Европы в Стокгольме. Бежала 400 метров на молодёжном европейском первенстве в Остраве.
В качестве запасной бегуньи Баралей присутствовала в украинской эстафетной команде на летних Олимпийских играх 2012 года в Лондоне, однако выйти здесь на старт ей не довелось.
В 2013 году на чемпионате Украины среди студентов в Ялте стала серебряной призёркой и установила свой личный рекорд в беге на 400 метров на открытом стадионе — 52,34. Будучи студенткой, представляла страну на Всемирной Универсиаде в Казани, где в программе 400 метров дошла до стадии полуфиналов.
В 2014 году с командой Днепропетровской области выиграла эстафету 4 × 400 метров на зимнем чемпионате Украины в Сумах. По окончании сезона завершила спортивную карьеру.
За выдающиеся спортивные достижения удостоена почётного звания «Мастер спорта Украины международного класса».